# Campionats del món de ciclisme en ruta de 1986
Els Campionats del món de ciclisme en ruta de 1986 es disputaren del 4 al 7 de setembre de 1986 a Colorado Springs, Estats Units.

## Resultats
| Proves :                            | Or                                                                        | Or         | Argent                                                                  | Argent   | Bronze                                                                | Bronze   |
| Masculines                          |                                                                           |            |                                                                         |          |                                                                       |          |
| Cursa en línia masculina detalls    | Moreno Argentin · Itàlia                                                  | 6h 32' 38" | Charly Mottet · França                                                  | + 1"     | Giuseppe Saronni · Itàlia                                             | + 9"     |
| Cursa en línia masculina amateur    | Uwe Ampler · Alemanya de l'Est                                            | 4h 14' 48" | John Talen · Països Baixos                                              | -        | Arjan Jagt · Països Baixos                                            | -        |
| Contrarellotge per equips masculins | Països Baixos · Tom Cordes · Gerrit de Vries · John Talen · Rob Harmeling | 2h 00' 10" | Itàlia · Eros Poli · Massimo Podenzana · Mario Scirea · Flavio Vanzella | + 1' 38" | Alemanya de l'Est · Uwe Ampler · Uwe Raab · Mario Kummer · Dan Radtke | + 2' 37" |
| Femenines                           |                                                                           |            |                                                                         |          |                                                                       |          |
| Cursa en línia femenina detalls     | Jeannie Longo · França                                                    | 1h 38' 56" | Janelle Parks · Estats Units                                            | + 10"    | Al·la Iàkovleva · Unió Soviètica                                      | + 10"    |

## Medaller
| Posició | País              | Or | Plata | Bronze | Total |
| 1       | Itàlia            | 1  | 1     | 1      | 3     |
| 1       | Països Baixos     | 1  | 1     | 1      | 3     |
| 3       | França            | 1  | 1     | 0      | 2     |
| 4       | Alemanya de l'Est | 1  | 0     | 1      | 2     |
| 5       | Estats Units      | 0  | 1     | 0      | 1     |
| 6       | Unió Soviètica    | 0  | 0     | 1      | 1     |
| Total   | Total             | 4  | 4     | 4      | 12    |